# Oryx Douala
El Oryx Douala es un equipo de fútbol de Camerún que fue fundado en 1907 en la ciudad de Douala y tuvo su mejór época durante la década de 1960, donde ganó 5 títulos de liga y 3 torneos de copa, algo que ningún otro equipo de Camerún ha conseguido en un lapso de 10 años.
Fue el primer equipo de Camerún en participar en la Liga de Campeones de la CAF y fue su primer ganador, derrotando al Stade Malien por 2 a 1 en el año 1965. Es uno de los 2 equipos del país en tener un título internacional.
Actualmente juega en las divisiones de fútbol aficionado de Camerún.

## Palmarés

### Torneos nacionales (5)
- Primera División de Camerún (5): 1961, 1963, 1964, 1965, 1967
- Copa de Camerún (4): 1956 (antes de la independencia), 1963, 1968, 1970

### Torneos internacionales (1)
- Copa Africana de Clubes Campeones (1): 1964

## Participación en competiciones de la CAF
| Temporada | Torneo                            | Ronda            | Club             | Casa | Visita | Global |
| --------- | --------------------------------- | ---------------- | ---------------- | ---- | ------ | ------ |
| 1964      | Copa Africana de Clubes Campeones | Semifinales      | Real Republicans | 2-1  | 2-1    | 2-1    |
| 1964      | Copa Africana de Clubes Campeones | Final            | Stade Malien     | 2-1  | 2-1    | 2-1    |
| 1966      | Copa Africana de Clubes Campeones | Semifinales      | AS Real Bamako   | 2-4  | 2-3    | 4-7    |
| 1968      | Copa Africana de Clubes Campeones | 1                | Etoile du Congo  | 4-3  | 2-1    | 6-4    |
| 1968      | Copa Africana de Clubes Campeones | Cuartos de final | TP Englebert     | 0-2  | 0-3    | 0-5    |

## Jugadores

### Jugadores destacados
- Thomas Nkono